# Tegan and Sara
Tegan and Sara é uma dupla canadense de indie rock/indie pop formada em 1995 em Calgary, Alberta, no Canadá, composta pelas gêmeas idênticas, Tegan Rain Quin e Sara Keirsten Quin (ambas nascidas em 19 de setembro de 1980). As duas são compositoras e tocam guitarra, teclado, dentre outros instrumentos. Já lançaram oito discos de 1999 até hoje, sendo o mais recente Hey, I'm Just Like You, lançado em 2019. Também em 2019, elas lançaram um livro contando suas memórias do ensino médio, High School 

## História

### 1995–2004: Ensino Médio e Início da carreira
Tegan and Sara começaram a tocar violão e a escrever músicas aos 15 anos, formando uma banda chamada Plunk sem baterista ou baixista. Em 1997, elas usaram o estúdio de gravação da escola para gravar dois álbuns demo: Who's in Your Band? e Play Day. Em 1998, elas venceram a competição "Garage Warz" de Calgary, usando o tempo de estúdio que ganharam para gravar sua primeira demo profissional com o nome "Sara and Tegan". Yellow tape, seguida pela Orange tape e Red tape. O seu primeiro "grande show" foi em maio de 1998 em Calgary, abrindo para Hayden.
Em 1999, elas lançaram seu álbum de estréia, Under Feet Like Ours, de forma independente, sob o nome "Sara and Tegan", com o produtor Jared Kuemper. Duas músicas da Red Tape apareceram no álbum e duas da Orange Tape. Mais tarde, elas mudaram seu nome para "Tegan and Sara" porque as pessoas pensavam que eram um ato solo chamado "Sara Antegan". O novo nome foi mais memorável e seu primeiro álbum foi reimpresso mais tarde sob o nome de Tegan e Sara. Em 1999, eles assinaram um contrato com a Vapor Records, de Neil Young, e lançaram This Business of Art pela gravadora em 2000. Elas fizeram turnês extensivas desde então. Em 2002, a banda lançou seu terceiro álbum, If It Was You. Seu quarto álbum, So Jealous, foi lançado em 2004 e levou a um maior sucesso e atenção, tanto local quanto internacionalmente. Este álbum foi lançado através da Vapor e da Sanctuary. Uma faixa do álbum, "Walking with a Ghost", foi regravada pela banda The White Stripes, que a lançou no EP Walking with a Ghost.

### 2007-2011: Sucesso mainstream
O álbum de 2007, The Con, foi lançado pela Vapor e Sire porque a Sanctuary optou por não lançar mais músicas nos Estados Unidos. O álbum foi co-produzido por Chris Walla. Jason McGerr do Death Cab for Cutie, Matt Sharp do The Rentals e anteriormente Weezer, Hunter Burgan da AFI e Kaki King apareceram e colaboraram no álbum.

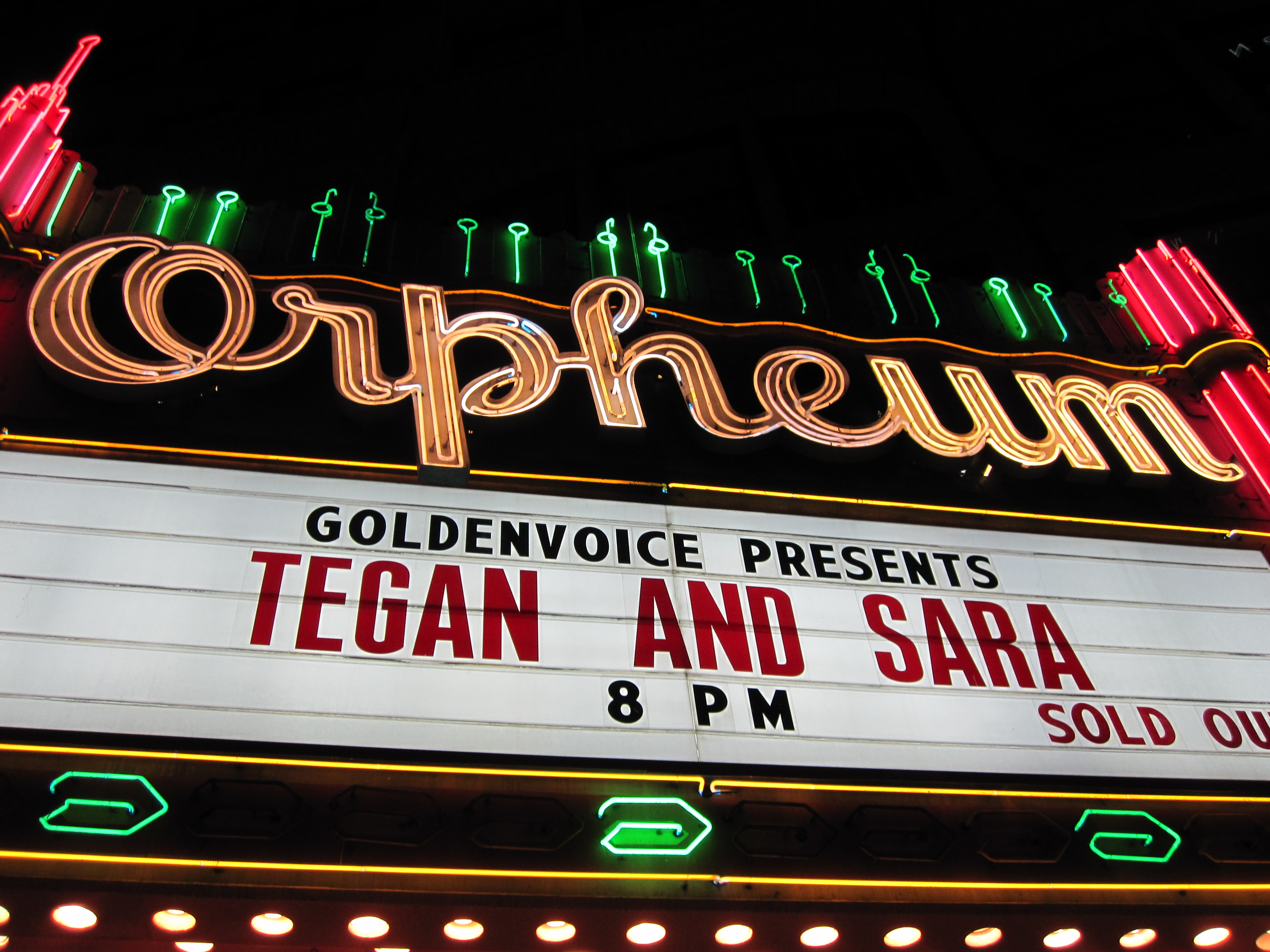
Letreiro do show de Tegan and Sara

Em 27 de outubro de 2009, Tegan and Sara lançaram seu sexto álbum Sainthood, produzido por Chris Walla e Howard Redekopp. A dupla também lançou um conjunto de três volumes intitulado ON, IN, AT, que é uma coleção de histórias, ensaios, revistas e fotos da banda em turnê nos Estados Unidos no outono de 2008, escrevendo juntas em Nova Orleans, e viajando pela Austrália. As fotografias do livro foram tiradas por Lindsey Byrnes e Ryan Russell. O álbum "Sainthood" estreou no top 200 da Billboard, número 21, vendendo 24.000 cópias em sua primeira semana. Enquanto gravavam Sainthood, Tegan e Sara passaram uma semana escrevendo músicas juntas em Nova Orleans. A música "Paperback Head" foi a única música escrita pelo par a aparecer no álbum, tornando-a a primeira música em qualquer álbum de Tegan e Sara que elas escreveram juntos. A revista Spin deu a Sainthood quatro de cinco estrelas e escreveu: "A música de Tegan e Sara pode não ser mais coisa de adolescente, mas sua força permanece no quanto parece duas pessoas conversando".
Em 2011, elas lançaram "2011: A Merch Odyssey", que pelo menos tinha um novo item nas lojas on-line oficiais todos os meses, durante todo o ano. Um pacote de CD / DVD ao vivo intitulado Get Along foi lançado em 15 de novembro e contém três filmes intitulados "States", "India" e "For the Most Part". Get Along foi indicado no Grammy Awards de 2013 por "Melhor videoclipe de formato longo".

### 2012–2014: Heartthrob
Tegan e Sara começaram a gravar seu sétimo álbum de estúdio, Heartthrob, em 20 de fevereiro de 2012. Oito músicas foram produzidas por Greg Kurstin. Joey Waronker contribuiu com a bateria para essas músicas. Duas músicas foram produzidas por Mike Elizondo, com Victor Indrizzo contribuindo com bateria, Josh Lopez contribuindo com guitarra e Dave Palmer contribuindo com piano. As duas últimas músicas foram produzidas por Justin Meldal-Johnsen. O primeiro single, "Closer", foi lançado em 25 de setembro de 2012. O álbum foi lançado em 29 de janeiro de 2013 e estreou no top 200 da Billboard no número 3, o maior recorde da banda até hoje, vendendo 49.000 cópias em sua primeira semana. O Heartthrob estreou no número 2 da parada canadense, na parada de downloads digitais e atingiu o número 1 na parada de rock e álbuns alternativos. Em julho de 2013, o álbum foi selecionado para o Polaris Music Prize de 2013. Em março de 2014, Tegan e Sara ganharam três Juno Awards de Canção do Ano, Álbum Pop do Ano e Grupo do Ano.

### 2015–2018:Love You to DeatheThe Con X: Covers
Tegan e Sara terminaram seu oitavo álbum de estúdio em 30 de novembro de 2015. Em 10 de março de 2016, a banda anunciou através de sua conta do Facebook que o título do álbum seria Love You To Death, com a data de lançamento marcada para 3 de junho. Elas lançaram o single principal do álbum, "Boyfriend", em 8 de abril. Em 25 de abril, foram anunciadas datas da turnê para a turnê mundial de 2016 do álbum Love You To Death. A dupla lançou um videoclipe para cada faixa do álbum. No décimo aniversário do lançamento de seu álbum The Con, Tegan e Sara colaboraram com 17 artistas, incluindo Cyndi Lauper, para criar o The Con X: Covers em 2017. Os artistas participantes criaram capas das músicas originais do The Con, que criaram um álbum coeso, vendido para beneficiar a Fundação Tegan e Sara. Tegan e Sara também fizeram uma turnê com uma versão acústica do The Con em 2017, com uma parcela da receita apoiando a Fundação Tegan and Sara.
Em 11 de dezembro de 2018, Tegan e Sara anunciaram um livro de memórias intitulado High School, compartilhando a história da sua juventude, a ser lançado no outono de 2019, junto com novas músicas.

### 2019-Presente:Hey, I'm Just Like YoueHigh School
No início de 2019, Tegan e Sara anunciaram que estavam trabalhando em seu próximo disco para lançamento no final daquele ano. Em 9 de julho de 2019, elas anunciaram via Instagram que seu nono álbum se chama Hey, I'm Just Like You, e consiste em doze músicas regravadas que inicialmente escreveram quando adolescentes. Foi lançado em 27 de setembro de 2019, três dias após o lançamento de suas memórias, High School.

## Vida Pessoal
Tegan e Sara são gêmeas idênticas nascidas em 19 de setembro de 1980, em Calgary. Ambas são abertamente homossexuais  e vivem e viajam entre Vancouver e Los Angeles.
Em 2013, a banda fez uma parceria com o Coolhaus, seu "caminhão favorito de sanduíches de sorvete", para criar um sanduíche de sorvete em favor da igualdade no casamento. O sanduíche apresentava biscoitos Double Chocolate e sorvete de caramelo salgado e foi nomeado "Até a morte nos faça parte".
Tegan e Sara são ativas políticamente e socialmente envolvidas. Ambas são defensoras da igualdade LGBTQ, bem como educação musical, alfabetização e pesquisa sobre câncer.
Em 2012, elas apareceram na capa da edição "Protest" da revista Under the Radar. Ambas foram fotografadas segurando uma placa que dizia "Os direitos da minoria nunca deveriam estar sujeitos ao capricho da maioria". Também no Canadá, estavam apoiando ativamente os estudantes de Quebec em seu protesto contra o governo da província. Elas falaram em nome da roqueira punk transgênero do Against Me!, Laura Jane Grace. Nos EUA, ambas foram vocais durante os debates da Prop 8 na Califórnia. No dia 10 de novembro de 2016, em vez de boicotar a Carolina do Norte pelo HB2, Tegan e Sara se apresentaram no The Orange Peel e doaram seu lucro à Equality North Carolina para combater a legislação. Isso inspirou a banda Matt & Kim a combinar sua doação na forma de receitas de mercadorias.
Devido à expansão de seu público, elas ganharam um perfil mais elevado na comunidade LGBTQ. Elas foram premiados como Outstanding Music Artist no GLAAD Media Awards, vencendo músicos de alto nível, incluindo Lady Gaga e Elton John. Elas criaram uma presença visível de LGBTQ na cena musical. Em junho de 2014, Tegan e Sara se juntaram ao WorldPride para se apresentar nas cerimônias de encerramento na Yonge-Dundas Square, no centro de Toronto.
A dupla fez parceria com a Revel & Riot para criar uma camiseta que financiaria a missão da Revel & Riot pelos direitos LGBTQ. A camiseta "Animais" apresenta Tegan e Sara, uma tartaruga, raposa, coala, pinguim e uma libélula, todos rotulados com seus nomes em latim. O texto na parte inferior diz "O comportamento gay é encontrado em mais de 1500 espécies. Igualdade LGBTQ agora". Todos os rendimentos da venda beneficiam o trabalho da Revel & Riot.
Em dezembro de 2016, e após as eleições presidenciais dos Estados Unidos, elas fundaram a Fundação Tegan e Sara, para lutar por "justiça econômica, saúde e representação para meninas e mulheres LGBTQ". Desde então, elas fizeram uma parceria com os cosméticos da Kiehl para lançar os produtos de limpeza Ultra Facial com embalagens de edição limitada, a fim de arrecadar fundos para a fundação. Os lucros do The Con X: covers e uma parte dos preços dos ingressos da turnê de dez anos do The Con foram para a Fundação Tegan and Sara. No final da turnê de 10 anos do The Con, em 2017, elas declararam que planejam tirar dois anos de folga da turnê para se concentrar na The Tegan and Sara Foundation e fazer um novo álbum.
Em maio de 2018, no Out Web Fest, Tegan declarou que está trabalhando em um livro, podcast e novo álbum.
Seu livro de memórias, High School, foi publicado em 24 de setembro de 2019 pela MCD Books, uma divisão da Farrar, Straus & Giroux, ao lado de Simon & Schuster Canada e Virago Press no Reino Unido.

## Influências
Tegan e Sara deram crédito ao Green Day, Nirvana e Hole por "realmente começarem [a] consolidar nosso desejo de escrever e fazer nossa própria música". Durante a adolescência, a dupla foi influenciada por Hayden, The Smashing Pumpkins, Violent Femmes, Dinosaur Jr. e Teenage Fanclub. Outros artistas que influenciaram Tegan e Sara incluem Rihanna, Taylor Swift, Madonna, Kate Bush, David Bowie, Mike Elizondo, Pink, Lily Allen, Erasure, Ace of Base , Tom Petty, Britney Spears, Katy Perry, Ani DiFranco, The New Pornographers, Cyndi Lauper, Sinéad O'Connor, Against Me!  e Bruce Springsteen.

## Turnês
Tegan e Sara começaram a fazer turnê depois de se formar no ensino médio em 1998, viajando de carro ou de ônibus Greyhound. Em 2000, elas fizeram uma turnê com Neil Young e The Pretenders. Outras bandas de turnê notáveis incluem Ryan Adams, Weezer, Bryan Adams, Jack Johnson, The Black Keys, Ben Folds, Gogol Bordello, Cake, City and Colour, Death Cab for Cutie, Hot Hot Heat, The Killers, New Found Glory, Paramore, Rufus Wainwright, Eugene Francis Jnr, The Jezabels, An Horse, Steel Train, Holly Miranda, e Speak.
As irmãs são conhecidas por fazer muitas brincadeiras no palco, que geralmente incluem histórias e comentários sobre a infância, a política e a vida na estrada; isso se tornou um traço característico de seus shows ao vivo.
Elas se apresentaram em festivais como Mariposa Folk Festival 2001, Sarah McLachlan's Lilith Fair 1999, 2010, Coachella 2005, 2008, 2013 Lollapalooza, SXSW 2005, 2013, Austin City Limits, Bonnaroo, Falls Festival, Sasquatch!, Osheaga, Cyndi Lauper's True Colors Tour 2008; Southbound 2009, Glastonbury 2010, Lilith Fair, Sasquatch! 2010, Australia's Groovin' the Moo 2010 and 2013, Splendour in the Grass 2016, Winnipeg Folk Festival 2011, Newport Folk Festival 2011, Sasktel Saskatchewan Jazz Fest 2011, Cisco Ottawa Bluesfest 2011 and 2015, and Outside Lands 2014. Firefly (2014). Elas se apresentaram na cerimônia de encerramento em junho no Toronto World Pride 2014 e também no Boston Calling em maio de 2014.
Em 2013, Tegan e Sara abriram para a banda fun. na turnê de verão Most Nights, que começou em Toronto, Ontário, em 6 de julho, e terminou em Bridgeport, Connecticut, em 28 de setembro.
Em janeiro de 2014, Katy Perry anunciou que Tegan e Sara, juntamente com Capital Cities e Kacey Musgraves, seriam os artistas de abertura de sua Prismatic World Tour. Tegan e Sara fizeram uma turnê com Katy Perry de setembro a outubro de 2014.
Em 25 de fevereiro de 2014, Tegan e Sara anunciaram sua turnê Let's Make Things Physical. A turnê incluiu uma série de atos de apoio para diferentes cidades, incluindo Lucius, The Courtneys, Waters e My Midnight Heart. A turnê começou em 6 de maio em Columbia, Missouri, terminando em novembro de 2014.
Em julho de 2014, a dupla abriu a turnê de Lady Gaga em 2014, ArtRave: The Artpop Ball Tour na cidade de Quebec, na frente de uma multidão de 80.000 pessoas.
Em 2015, as irmãs não estavam em turnê, dando um tempo para escrever e gravar seu oitavo álbum de estúdio, Love You To Death, que foi lançado oficialmente em 3 de junho de 2016.
Em 25 de abril de 2016, sua turnê mundial em 2016 em apoio ao Love You To Death foi anunciada. A turnê começou em 22 de junho em Londres, Reino Unido, passando pela Austrália, Hong Kong, Cingapura e Taiwan em julho, e viajou pelo Canadá e Estados Unidos a partir de 9 de setembro em Saskatoon e encerrando em Fort Lauderdale em 16 de novembro.
Tegan e Sara fizeram parte do lineup da Wayhome no verão de 2017 em Oro-Medonte, Ontário.

## Colaborações e outros trabalhos
Em 2009, Tegan e Sara trabalharam como produtoras pela primeira vez. Tegan trabalhou com char2d2 no EP Small Vampires de 2009, enquanto Sara trabalhou nos álbuns de estréia de 2010 para Fences e Hesta Prynn.

### Tegan
Tegan apareceu na música do Against Me! "Borne of the FM Waves of the Heart", e também aparece no videoclipe. Ela também cantou backing vocals em "Saturday", de Rachael Cantu, do seu álbum Run All Night. Em abril de 2008, Tegan escreveu e gravou uma música intitulada "His Love", a pedido de Augusten Burroughs, como uma contribuição para a versão em áudio de seu livro A Wolf at the Table. As duas manchetes Liner Notes da Spin, em setembro de 2008, são beneficiadas pela Housing Works, uma organização sem fins lucrativos de Nova York. Tegan cantou com Jim Ward na faixa "Broken Songs" e na música "Contrails" do rapper Astronautalis, que apareceu em seu álbum de 2011, This Is Our Science. Ela também apareceu no videoclipe. Tegan também foi destaque em uma das músicas do novo LP de Dan Mangan, Unmake, intitulado Forgetery Redux. Em 2017, Tegan apareceu no álbum de Ria Mae na música "Broken".

### Sara
Sara canta na música "We So Beyond This" do The Reason, e também aparece no videoclipe. Ela apareceu na faixa "Why Even Try" do rapper / compositor / produtor Theophilus London, em seu EP de 2011, Lovers Holiday. Sara aparece no álbum de Jonathan Coulton em 2011, Artificial Heart, fornecendo os vocais para o remake da música que Coulton escreveu para o jogo Portal da Valve, "Still Alive". Sara fez uma cover de "Try Sleeping With a Broken Heart", de Alicia Keys, para a Doveman's Burgundy Stain Sessions em 2011. No videoclipe de Kaki King para "Pull Me Out Alive", Sara também pode ser vista. Sara cantou vocais de apoio em duas músicas do álbum de 2012 do ex-membro do The Smashing Pumpkins, James Iha, Look to the Sky: "To Who Knows Where" e "Dream Tonight".

### Juntas
Tegan e Sara se apresentaram com o DJ Tiësto durante o Bonnaroo Music & Arts Festival em 13 de junho de 2008. Tegan e Sara apareceram como convidadas, fornecendo vocais ao vivo para o remix de Tiësto "Back in Your Head", além de seu próprio set naquela noite. A dupla também colaborou com Tiësto na música "Feel It in My Bones" de seu álbum de 2009, Kaleidoscope, e apareceu no videoclipe dessa música. Mais tarde, elas chamaram a música de "a primeira vez que co-escrevemos com alguém, então foi a primeira vez que alguém nos deu um feedback sobre o que escrevemos ... Sara e eu estávamos tão obcecadas por ele gostar da música o suficiente para colocar no disco dele que nós duas estávamos escrevendo. Foi uma colaboração verdadeira; existem duas seções que Sara escreveu e três que eu escrevi." 
Tegan e Sara estão no álbum de 2009 de Margaret Cho, Cho Dependent, na faixa "Intervention". Elas também aparecem no clipe da música.
Um EP de remix de "Alligator" foi lançado pela dupla no iTunes em 2010. O EP consistia em remixes de sua música "Alligator" de diferentes artistas. Os colaboradores incluíram Doveman, Four Tet, Passion Pit, Ra Ra Riot e VHS or Beta.
Em dezembro de 2010, Tegan e Sara colaboraram com o Yellow Bird Project para produzir uma camiseta de caridade. A camisa foi desenhada por EE Storey com todos os lucros beneficiando a FIERCE NYC, uma organização que constrói a liderança e o poder das comunidades LGBTQ na cidade de Nova York.
Ambos aparecem no videoclipe de Sara Bareilles para sua música "Uncharted". O vídeo estreou em março de 2011 e também conta com Josh Groban, Laura Jansen, Ingrid Michaelson, Pharrell Williams, Adam Levine, Ben Folds, Keenan Cahill, Jennifer Nettles e Vanessa Carlton.
A controversa música do NOFX "Creeping Out Sara" é sobre as duas irmãs. É baseado em um encontro entre Fat Mike, do NOFX, e Sara, nos bastidores de um festival de música. Durante uma sessão de perguntas e respostas ao vivo, quando perguntada o que elas achavam da música, Sara respondeu: "A música se chama 'Creeping Out Sara'; eu sou Sara e fiquei assustada".
As irmãs colaboraram com Morgan Page em suas músicas "Body Work" e "Video", ambas no álbum In the Air de 2012. Elas também apareceram no videoclipe de "Body Work".
Outra colaboração com um artista de dança foi em uma música com David Guetta e Alesso para o relançamento do álbum de Guetta, Nothing But the Beat 2.0. A música "Every Chance We Get We Run" foi lançada em 10 de setembro de 2012.
Tegan e Sara se aventuraram em escrever músicas para outros artistas. Isso inclui duas músicas "A Hot Minute" e "The Worst", apresentadas no lançamento de Lisa Loeb em 2013, No Fairy Tale. Sara também co-escreveu "Sweetie", que foi incluída na edição de luxo do álbum de Carly Rae Jepsen, Kiss.
Em 2012, as irmãs fizeram um cover da música de sucesso de Cyndi Lauper, "Time After Time".
Em 2012, Tegan e Sara fizeram um cover de "Fool to Cry" dos Rolling Stones para o programa da HBO Girls Soundtrack Vol. 1.
Em 2013, Tegan e Sara lançaram um remix "Closer" EP contendo contribuições de artistas como Sultan & Ned Shepard, The Knocks e Yeasayer.
Em 2013, Tegan e Sara lançaram "Shudder to Think" para a trilha sonora do filme Dallas Buyers Club.
Em 2013, Tegan e Sara participaram do álbum do Matthew Dear: Tears for Fears com o cover de "Pale Shelter".
Em 2013, a dupla canadense fez um cover de "Just Like a Pill" da Pink! para Women in Music 2013 da Billboard.
Em 2014, Tegan e Sara lançaram "Find Another Love" para a trilha sonora do filme Endless Love (2014).
Em 2014, Tegan e Sara cantaram o jingle "Dare to Wonder" para o comercial de TV de biscoitos Oreo Wonderfilled.
No mesmo ano, elas cantaram "Everything Is Awesome", a música tema do filme Lego, com The Lonely Island. A música também foi indicada ao Oscar de Melhor Canção Original.
Em 2014, Tegan e Sara co-escreveram e cantaram a música "Hard to Hold" no álbum do RAC Strangers, Pt. 1.
A dupla também fez parte em "When You Were Mine" por Night Terrors of 1927.
Em setembro de 2014 elas lançaram um remix EP de "I Was a Fool".
Em 2015 elas se apresentaram com The Lonely Island no Oscar, apresentando sua colaboração para o Lego Movie em "Everything is Awesome".
Em março de 2015, a dupla colaborou com Sultan & Shepard na música "Make Things Right".
Em 2017, elas trabalharam novamente com Matthew Dear para criar "Bad Ones".
| Membro(s)      | Ano  | Colaborador            | Música                             | Álbum                                              |
| -------------- | ---- | ---------------------- | ---------------------------------- | -------------------------------------------------- |
| Tegan And Sara | 2009 | Tiësto                 | Feel It in My Bones                | Kaleidoscope                                       |
| Tegan And Sara | 2009 | Fucked Up              | Do They Know It's Christmas?       |                                                    |
| Tegan And Sara | 2009 | Margaret Cho           | Intervention                       | Cho Dependent                                      |
| Tegan And Sara | 2012 | Morgan Page            | Body Work                          | In the Air                                         |
| Tegan And Sara | 2012 | Morgan Page            | Video                              | In the Air                                         |
| Tegan And Sara | 2012 | David Guetta e Alesso  | Every Chance We Get We Run         | Nothing But the Beat 2.0                           |
| Tegan And Sara | 2014 | The Lonely Island      | Everything Is Awesome!!!           | The Lego Movie: Original Motion Picture Soundtrack |
| Tegan And Sara | 2014 | Night Terrors of 1927  | When you were mine                 |                                                    |
| Tegan And Sara | 2014 | RAC                    | Hard to hold                       |                                                    |
| Tegan And Sara | 2017 | All Time Low           | Ground Control                     | Last Young Renegade                                |
| Tegan          | 2005 | Vivek Shraya           | The Alphabet                       | A Composite of Straight Lines                      |
| Tegan          | 2005 | David Usher            | Hey Kids                           | If God Had Curves                                  |
| Tegan          | 2006 | Melissa Ferrick        | Never Give Up                      | In the Eyes of Strangers                           |
| Tegan          | 2006 | Kinnie Starr           | La Le La La                        | In the Eyes of Strangers                           |
| Tegan          | 2006 | Rachael Cantu          | Saturday                           | Run All Night                                      |
| Tegan          | 2007 | Against Me!            | Borne on the FM Waves of the Heart | New Wave                                           |
| Tegan          | 2008 | Alkaline Trio          | Wake Up Exhausted                  | Agony & Irony                                      |
| Tegan          | 2009 | Jim Ward               | Broken Songs                       | In the Valley, On the Shores EP                    |
| Tegan          | 2009 | Rachael Cantu          | Saturday                           | Far and Wide                                       |
| Tegan          | 2009 | Rachael Cantu          | Thieves and Their Hands            | Far and Wide                                       |
| Tegan          | 2009 | Rachael Cantu          | Blue House Baby                    | Far and Wide                                       |
| Tegan          | 2011 | Astronautalis          | Contrails                          | This Is Our Science                                |
| Sara           | 2007 | The Reason             | We're So Beyond This               | Things Couldn't Be Better                          |
| Sara           | 2007 | Ted Gowans e Kaki King | Sweetness Follows (R.E.M. cover)   | Drive XV: A Tribute to Automatic for the People    |
| Sara           | 2007 | Vivek Shraya           | Your Name                          | If We're Not Talking                               |
| Sara           | 2009 | Dragonette             | Okay Dolore                        | Fixin to Thrill                                    |
| Sara           | 2010 | Emm Gryner             | Top Speed                          | Gem and I                                          |
| Sara           | 2011 | Theophilus London      | Why Even Try                       | Lovers Holiday                                     |
| Sara           | 2011 | Jonathan Coulton       | Still Alive                        | Artificial Heart                                   |
| Sara           | 2014 | Bleachers              | Shadow                             | Strange Desire                                     |

## Televisão, cinema e vídeo game
Tegan e Sara apareceram em programas de televisão americanos, canadenses e europeus, incluindo The Ellen DeGeneres Show (2013), Jimmy Kimmel Live! (2005, 2013), Jonovision, The Late Late Show com Craig Kilborn (2004), Late Night com Conan O'Brien (2005, 2007, 2009, 2012), Late Show com David Letterman (2000, 2008, 2012), The NewMusic, The Tonight Show com Jay Leno (2008, 2013), C à vous (2013), Comedy Bang! Bang! (2016), The Late Show com Stephen Colbert (2016, 2019) e ZeD.
As músicas de Tegan e Sara foram exibidas nos filmes Dallas Buyers Club, The Lego Movie, G.B.F., Monster-in-Law, Sweet November, These Girls and The Carmilla Movie (2017), and in the television shows Degrassi: The Next Generation, 90210, Being Erica, Ghost Whisperer, Grey's Anatomy, The Hills, Hollyoaks, jPod, The L Word, Life Unexpected, Melrose Place (2009 series), One Tree Hill, Parenthood, Rookie Blue, Vampire Diaries, Veronica Mars, Waterloo Road (2011), What's New, Scooby-Doo?, Awkward, Riverdale, Girls, e BoJack Horseman. A música "Closer" foi gravada por Glee no episódio "Feud", que foi ao ar em 14 de março de 2013 às 21:00 EST no Global for Canada e Fox for USA. A música também é usada no trailer do filme de comédia independente de 2013 "Exes". As músicas "Closer" e "Back in Your Head" foram apresentadas no videogame de 2016 "LOUD on Planet X".
Em 2006, Tegan e Sara apareceram no episódio The L Word "Last Dance" (terceira temporada, episódio 11); elas tiveram um pequeno papel em que se apresentaram tocando sua música "Love Type Thing" e trocaram algumas falas com a personagem principal Dana Fairbanks. Em 2008, elas apareceram no programa infantil de televisão Pancake Mountain, onde atuaram em uma esquete e apresentaram suas músicas "Back in Your Head", "Hop a Plane" e uma versão acústica de "Walking with a Ghost". Em 2010, elas apareceram no Mamma Yamma da CBC, apresentando seu single "Alligator" em uma canção infantil. Em 2012, Tegan e Sara apareceram em 90210 no episódio "The Things We Do for Love", apresentando "Closer" e "Now I'm All Messed Up" do álbum Heartthrob.
Em 2011, Sara foi participante do programa Canada Reads da CBC Radio 1, defendendo o romance gráfico de Jeff Lemire, Essex County. O livro, o primeiro romance gráfico a ser apresentado como parte do Canada Reads, foi eliminada após o primeiro turno, mas depois ficou em primeiro lugar na pesquisa "People's Choice" com mais votos do que todos os outros livros juntos.
Em março de 2013, durante o festival SXSW, Tegan e Sara foram co-organizadoras do mtvU Woodie Awards com o rapper Machine Gun Kelly. Elas também apresentaram seu single "Closer". O Woodie Awards foi ao ar na MTV em 17 de março de 2013. Em 30 de setembro de 2013, Tegan e Sara apresentaram "Closer" no Today.
No início de 2014, Tegan e Sara colaboraram com The Lonely Island em uma música chamada "Everything Is Awesome !!!" para a trilha sonora do filme Lego. O filme estreou nos cinemas em 7 de fevereiro de 2014. A música estreou no número 62  na parada Billboard Hot 100 e no número 24  na parada oficial do UK Singles. O principal compositor / produtor Shawn Patterson recebeu uma indicação ao Oscar de melhor música original no 87º Oscar, perdendo para "Glory" por John Legend e Common, do filme Selma.
Em setembro de 2017, Tegan apareceu como convidada no podcast Cameron Esposito, Query. Em outubro de 2017, Sara foi convidada do programa. Em outubro de 2019, as duas irmãs apareceram juntas no podcast.

## Integrantes

### Formação atual
- Tegan Rain Quin – vocal, violão, guitarra e teclado
- Sara Kiersten Quin – vocal, violão, guitarra e teclado

### Músicos de Turnê
- Brendan Buckley - bateria (2016 – presente)
- Gabrial McNair - teclados (2016 – presente)
- Vivi Rama - baixo (2017 – presente)

### Ex-membros
- Chris Carlson - baixo (2001–2006)
- Rob Chursinoff - bateria (2001–2005)
- Ted Gowans - guitarra, teclados (2004-2014)
- Johnny Andrews - bateria (2006–2010)
- Shaun Huberts - baixo (2007–2010)
- Jasper Leak - baixo (2012-2014)
- John Spence - teclados (2012-2014)
- Jason McGerr - bateria (2012)
- Adam Christgau - bateria (2013-2014)
- Eva Gardner - baixo (2016-2017)

## Discografia

### Álbuns de estúdio
- 1999: Under Feet Like Ours
- 2000: This Business of Art
- 2002: If It Was You
- 2004: So Jealous
- 2007: The Con
- 2009: Sainthood
- 2013: Heartthrob
- 2016: Love You to Death
- 2019: Hey, I'm Just Like You

### Singles
- 2000: "The First" – This Business of Art
- 2003: "Time Running" – If It Was You
- 2003: "I Hear Noises" – If It Was You
- 2003: "Living Room" – If It Was You
- 2003: "Monday Monday Monday" – If It Was You
- 2004: "Walking with a Ghost" – So Jealous
- 2004: "Where Does the Good Go" – So Jealous
- 2004: "Speak Slow" – So Jealous
- 2007: "Back in Your Head" – The Con
- 2007: "The Con" – The Con
- 2008: "Call it Off" – The Con
- 2009: "Hell" – Sainthood
- 2010: "Alligator" – Sainthood
- 2010: "On Directing" – Sainthood
- 2010: "Northshore" – Sainthood
- 2012: "Closer" – Heartthrob
- 2013: "I Was a Fool" - Heartthrob
- 2013: "Goodbye Goodbye" - Heartthrob
- 2016: "Boyfriend" - Love You To Death
- 2016: "U-Turn" - Love You To Death
- 2016: "100x" - Love You To Death
- 2016: "Stop Desire" - Love You To Death
- 2019: I'll Be Back Someday - Hey, I'm Just Like You
- 2019: Hey, I'm Just Like You - Hey, I'm Just Like You
- 2019: Don't Believe the Things They Tell You (They Lie) - Hey, I'm Just Like You